# Na robu ljubezni
Na robu ljubezni je film Johna Mayburyja iz leta 2008, v katerem so zaigrali Keira Knightley, Sienna Miller, Cillian Murphy in Matthew Rhys, scenarij zanj pa je napisala mama Keire Knightley, Sharman Macdonald. Izviren naslov filma je bil The Best Time of Our Lives (Najboljši čas našega življenja), zgodba pa govori o valižanskem pesniku Dylanu Thomasu (zaigral ga je Matthew Rhys), njegovi ženi Caitlin Macnamara (Sienna Miller) ter njunih poročenih prijateljih Killicksovih (Cillian Murphy in Keira Knightley). Premierno se je predvajal na filmskem festivalu v Edinburghu.

## Igralska zasedba
| Igralec                | Vloga                      |
| ---------------------- | -------------------------- |
| Keira Knightley        | Vera Phillips              |
| Cillian Murphy         | William Killick            |
| Sienna Miller          | Caitlin Macnamara          |
| Matthew Rhys           | Dylan Thomas               |
| Lisa Stansfield        | Ruth Williams              |
| Graham McPherson       | Al Bowlly                  |
| Camilla Rutherford     | Nicolette                  |
| Alastair Mackenzie     | Anthony Devas              |
| Richard Dillane        | Poročnik David Talbot Rice |
| Huw Ceredig            | John Patrick               |
| Simon Armstrong        | Wilfred Hosgood            |
| Rachel Essex           | Mel                        |
| Nick Stringer          | PC Williams                |
| Anthony O'Donnell      | Jack Lloyd                 |
| Rachel Bell            | Žena                       |
| Anne Lambton           | Anita Shenkin              |
| Karl Johnson           | Dai Fred                   |
| Richard Clifford       | Alistair Graham            |
| Bethany Towell         | Rowatt, star 1 mesec       |
| Acacia Pattinson Biggs | Rowatt, star 1 mesec       |